# The Secrets of the Black Arts
The Secrets of the Black Arts è il primo album in studio del gruppo musicale black metal svedese Dark Funeral, pubblicato nel 1996 dalla No Fashion Records.

## Il disco
Originariamente previsto per il 1995, il disco venne registrato nuovamente ai The Abyss Studios di Peter Tägtgren poiché la band non considerò soddisfacente il risultato ottenuto da Dan Swanö agli Unisound Studios.

## Ristampe
Viene rimasterizzato e ripubblicato nel 2007 dalla Regain Records insieme ad un CD bonus contenente la prima registrazione presso gli Unisound Studios; l'edizione era limitata a 3000 copie.
Nel 2010 viene nuovamente ristampato, ma su vinile, dalla Back on Black.
E, nel 2013, in entrambi i formati dalla Century Media; sempre con le tracce bonus.

## Tracce

### Edizione Standard
1. The Dark Age Has Arrived – 0:16 (Ahriman, Blackmoon, Themgoroth, Equimanthorn)
2. The Secrets of the Black Arts – 3:42 (Ahriman, Blackmoon, Themgoroth, Equimanthorn)
3. My Dark Desires – 3:47 (Blackmoon, Themgoroth)
4. The Dawn No More Rises – 4:00 (Blackmoon, Ahriman, Themgoroth)
5. When Angels Forever Die – 4:07 (Blackmoon, Ahriman, Themgoroth)
6. The Fire Eternal – 3:55 (Blackmoon, Ahriman)
7. Satan's Mayhem[2] – 4:54 (Blackmoon, Ahriman, Themgoroth, Equimanthorn)
8. Shadows Over Transylvania – 3:41 (Blackmoon, Ahriman)
9. Bloodfrozen – 4:21 (Blackmoon, Ahriman)
10. Satanic Blood (Von Cover) – 2:11 (Calizo, Trevisano)
11. Dark are the Paths to Eternity (A Summoning Nocturnal)[3] – 5:59 (Blackmoon, Ahriman, Themgoroth)

### Regain Records Bonus CD
1. Shadows Over Transylvania – 3:22 (Blackmoon, Ahriman)
2. The Dawn No More Rises – 3:35 (Blackmoon, Ahriman, Themgoroth)
3. The Secrets of the Black Arts – 3:23 (Ahriman, Blackmoon, Themgoroth, Equimanthorn)
4. Satan's Mayhem – 4:36 (Blackmoon, Ahriman, Themgoroth, Equimanthorn)
5. Bloodfrozen – 3:34 (Blackmoon, Ahriman)
6. My Dark Desires – 3:11 (Blackmoon, Themgoroth)
7. Dark are the Paths to Eternity (A Summoning Nocturnal) – 5:29 (Blackmoon, Ahriman, Themgoroth)
8. The Fire Eternal – 3:41 (Blackmoon, Ahriman)
9. Call From the Grave[4] – 4:31 (Blackmoon, Ahriman)

## Formazione
- Themgoroth - voce, basso
- Ahriman - chitarre
- Blackmoon - chitarre, voce in "Satanic Blood"
- Equimanthorn - batteria